# 카를로스 사인스
카를로스 사인스 세나모르(Carlos Sainz Cenamor, 1962년 4월 12일 ~ )는 스페인의 랠리 자동차 경주 선수이다. 토요타 소속으로 1990년과 1992년 세계 랠리 선수권 대회를 우승하였으며, 네 번 2위를 달성했다. 또한 1995년 스바루, 1999년 토요타, 2003~2005년 시트로앵의 제조사 우승을 이끌었다.
1987년에 활동을 시작하여 포드 시에라 코스워츠 RS를 탔다. 1990년에는 도요타 셀리카 GT-4, 1995년에는 스바루 임프레자, 1996년에는 포드 에스코트 코스워츠 RS, 1998년에는 도요타 코롤라, 2000년에는 포드 포커스, 2003년에는 씨트로엥 엑스사라를 운전했다. 2005년에 활동을 마쳤다.
형인 안토니오 사인스(Antonio Sainz)는 1957년 12월 10일 출생으로 랠리 드라이버이며, 아들인 카를로스 사인스 주니어는 포뮬러 원에서 스쿠데리아 페라리 소속으로 경쟁하고 있다.